# Eddie (namn)

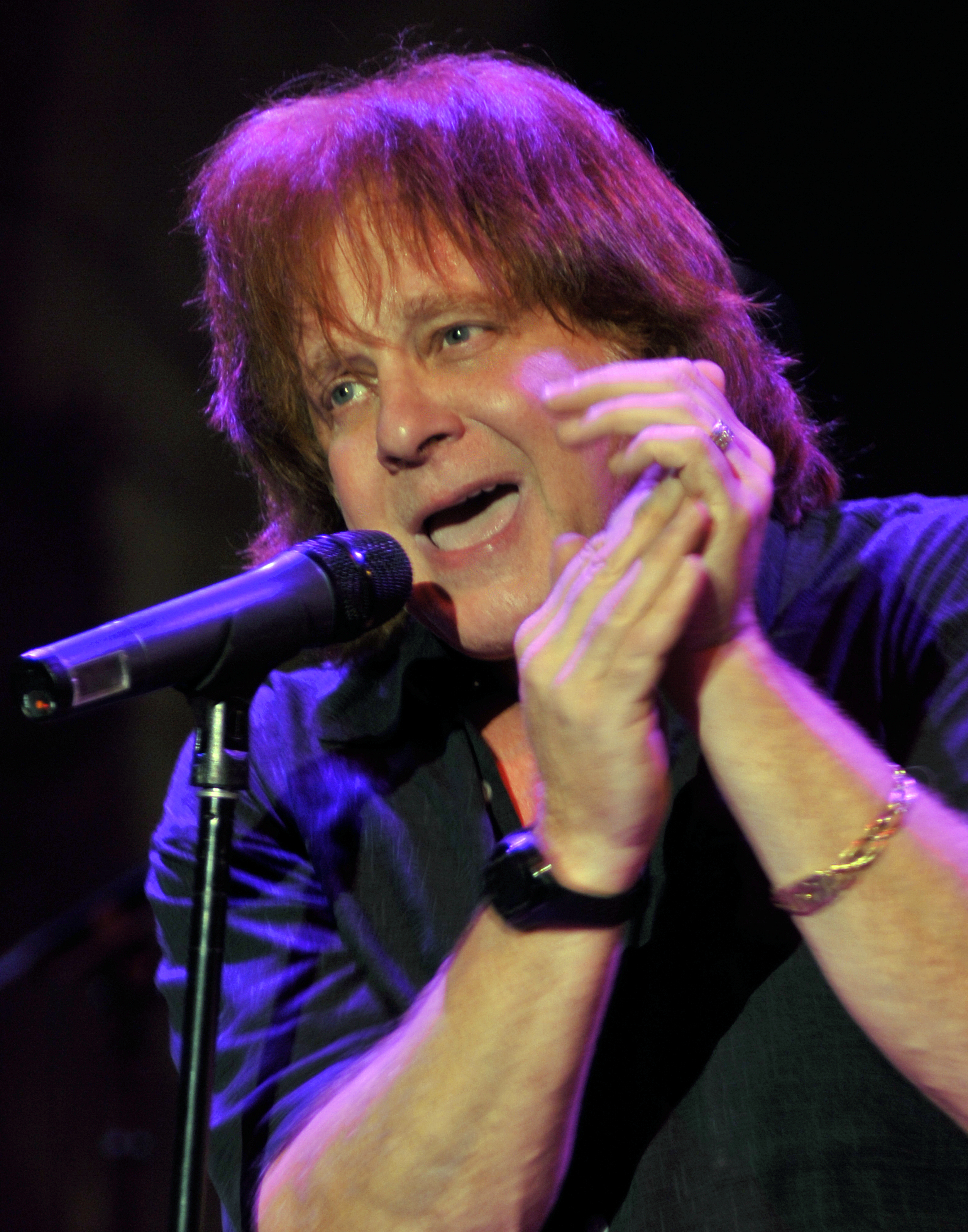
Eddie Money, 2008.

Eddie eller Eddy är ursprungligen en engelsk smeknamnsform för Edward.
I Sverige finns det 3618 män med namnet Eddie och ytterligare 998 som stavar namnet Eddy. Det finns även 16 kvinnor med namnet Eddie och ytterligare 46 som stavar namnet Eddy
I den finlandssvenska namnsdagslängden har Eddie namnsdag 18 mars sedan 2015.

## Personer vid namn Eddie/Eddy
- Eddie Money (1949–2019), en amerikansk sångare och skådespelare.
- Eddie Izzard (1962–), en brittisk ståupkomiker
- Eddie Guardado (1970–), en amerikansk baseballspelare
- Eddie Meduza (1948–2002), artistnamn för Errol Norstedt
- Eddie Murphy (1961–), en amerikansk skådespelare
- Eddie Vedder (1964–), sångare i grungebandet Pearl Jam
- Eddie är sångaren i gruppen Lander